# 중국산악고양이
중국산악고양이(영어: Chinese mountain cat, 중국어 간체자: 荒漠貓, 정체자: 荒漠猫, 병음: huāngmòmāo, 학명: Felis bieti)는 고양이속에 속하는 소형 고양이과 동물의 일종이다. 2002년 이래로 IUCN 적색 목록에 취약종으로 등재되어 있고, 현재 야생에 10,000마리 안팎으로 잔존해 있는 것으로 추정된다.

## 특징
야행성으로, 주로 낮에 쉬고 밤에 활동하면서 사냥을 한다. 먹이는 주로 쥐, 새, 두더지, 토끼 등이다.

## 같이 보기
- 고양이